# Hydriomena albidaria
Hydriomena albidaria là một loài bướm đêm trong họ Geometridae.